# British Rail 455 sorozat

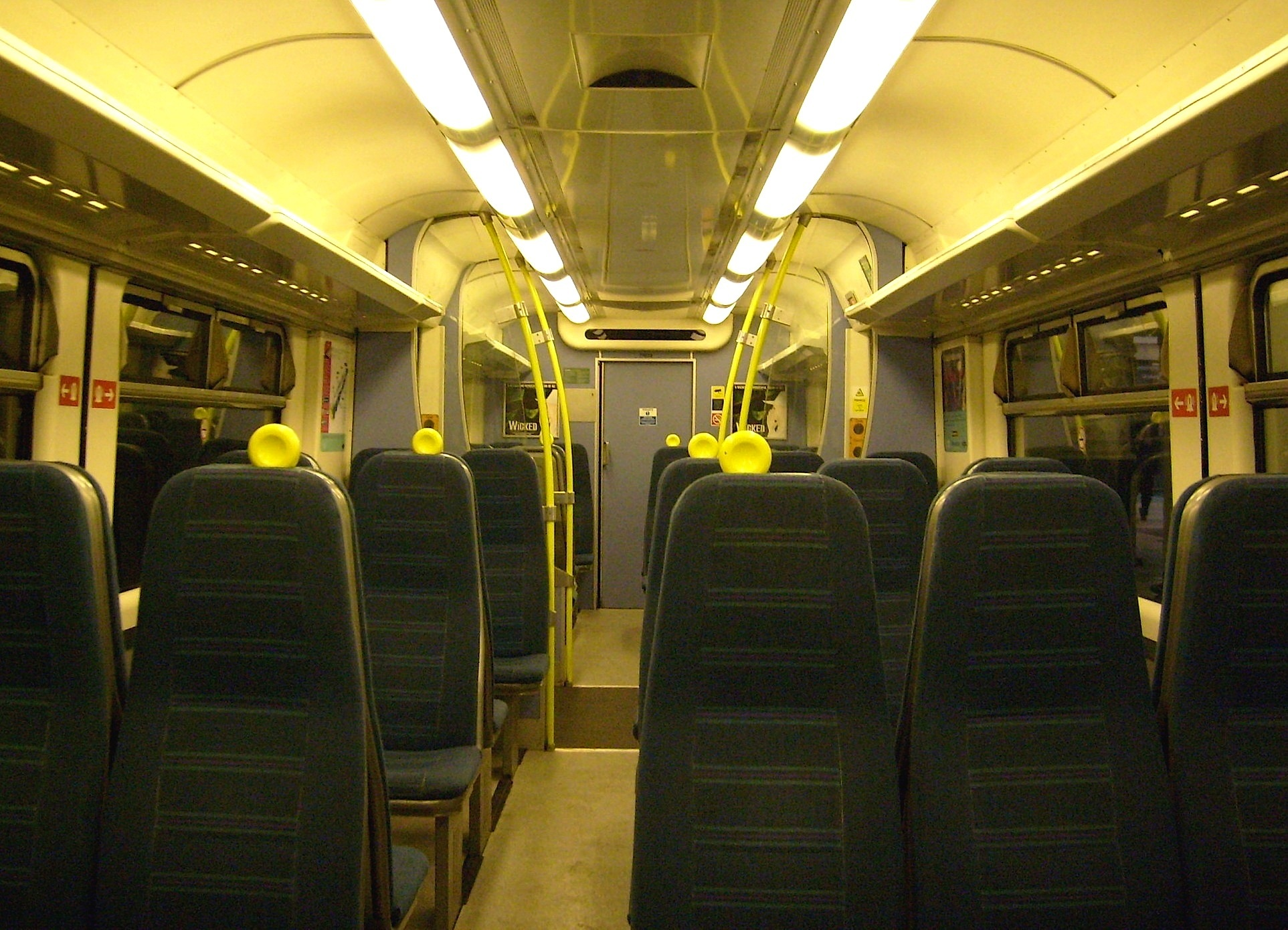
Utastér

A British Rail 455 sorozat egy angliai villamos motorvonat. A British Railways és a South West Trains üzemelteti.

## Jellemzése
A legrégebbinek kinéző szerelvény a 455-ös sorozat. Ez egy felújított villamos motorvonat, kialakítása is a klasszikus metrókocsi felépítést követi. 2004 és 2008 között 91 db 4 részes motorvonat került felújításra, aminek során új belső elrendezést (2+2) magas háttámlájú székeket, belső CCTV-t, kijelző és bemondó utastájékoztatót, kerékpár és kerekesszék-helyet és szélesebb ajtókat kapott.

## Jelenlegi üzemeltetők

### South West Trains
- Waterloo-Dorking
- Waterloo-Chessington South
- Waterloo-Guildford, Epsom-ba vagy Cobham-ba
- Waterloo-Woking
- Waterloo-Hampton Court
- Waterloo-Shepperton
- Strawberry Hill Loop Line
- Waterloo-Windsor and Eton Riverside

### Southern
- Caterham Line
- Tattenham Corner Line
- Sutton & Mole Valley Line Horsham-ba és Epsom Downs-ba
- London Bridge-ból East Croydon-ba és West Croydon-ba via Sydenham
- London Victoria és London Bridge to Croydon via Norbury
- South London Line
- London Bridge-ból Victoria Crystal Palace-ba
- London Bridge-ból Beckenham Junction-ba